# Luca Marini
Luca Marini (Urbino, Italia, 10 de agosto de 1997) es un piloto de motociclismo Italiano que participa en el Campeonato del Mundo de Motociclismo de MotoGP con el equipo Repsol Honda Team desde 2024, previamente lo hizo con el Mooney VR46 Racing Team. También resultó subcampeón de Moto2 en 2020.
Es hermano por parte de madre del piloto de motociclismo Valentino Rossi, nueve veces campeón del mundo.

## Biografía

### Moto3
Debutó en el Campeonato Mundial de Motogp como piloto invitado en el Gran Premio de San Marino en 2013, pero su carrera terminó poco después del inicio debido a una indigestión.

### Moto2
En 2015, Marini corrió el Gran Premio de San Marino como piloto invitado para el Pons Racing Junior Team en Moto2, terminando la carrera en vigésimo primer lugar a más de un minuto del líder.
El 2 de diciembre de 2015 se hizo oficial la llegada de Luca Marini al Forward Racing Team, como compañero de equipo de Lorenzo Baldassarri, quien también forma parte de la VR46 Riders Academy.
Marini y Baldassarri continuaron juntos en el Forward Racing Team en 2017.

### MotoGP
En 2021, Marini hizo su debut en el Campeonato del Mundo de MotoGP pilotando la Ducati Desmosedici GP20 del Esponsorama Racing pero con los colores del SKY Racing Team VR46.
En 2022, Marini pilotara una Ducati Desmosedici GP22 de fábrica del equipo de su hermano Valentino Rossi en la temporada debut de su equipo el Aramco Racing Team VR46 en MotoGP.

## Resultados

### Campeonato del Mundo de Motociclismo
Sistema de puntuación de 1993 hasta 2022:
| Posición | 1.º | 2.º | 3.º | 4.º | 5.º | 6.º | 7.º | 8.º | 9.º | 10.º | 11.º | 12.º | 13.º | 14.º | 15.º |
| Puntos   | 25  | 20  | 16  | 13  | 11  | 10  | 9   | 8   | 7   | 6    | 5    | 4    | 3    | 2    | 1    |

Sistema de puntuación desde 2023 en adelante:
| Posición       | 1.º | 2.º | 3.º | 4.º | 5.º | 6.º | 7.º | 8.º | 9.º | 10.º | 11.º | 12.º | 13.º | 14.º | 15.º |
| Puntos         | 25  | 20  | 16  | 13  | 11  | 10  | 9   | 8   | 7   | 6    | 5    | 4    | 3    | 2    | 1    |
| Carrera sprint | 12  | 9   | 7   | 6   | 5   | 4   | 3   | 2   | 1   |      |      |      |      |      |      |

#### Por categoría
| Cat.   | Temp.               | 1.er Gran Premio    | 1.er Podio          | 1.ª Victoria        | Carreras | Victorias | Podios | Poles | V.Ráp. | Pts | CM |
| ------ | ------------------- | ------------------- | ------------------- | ------------------- | -------- | --------- | ------ | ----- | ------ | --- | -- |
| Moto3  | 2013                | San Marino 2013     |                     |                     | 1        | 0         | 0      | 0     | 0      | 0   | -  |
| Moto2  | 2015-2020           | San Marino 2015     | Alemania 2018       | Malasia 2018        | 87       | 6         | 15     | 5     | 5      | 626 | -  |
| MotoGP | 2021-presente       | Catar 2021          | Américas 2023       |                     | 67       | 0         | 2      | 2     | 1      | 363 | -  |
| Total  | 2013, 2015–Presente | 2013, 2015–Presente | 2013, 2015–Presente | 2013, 2015–Presente | 155      | 6         | 17     | 7     | 6      | 989 | 0  |

#### Por temporada
| Temp. | Cat.   | Moto      | Equipo                  | N.º   | Carreras | Victorias | Podios | Poles | V.Rap | Pts. | Pos. |
| ----- | ------ | --------- | ----------------------- | ----- | -------- | --------- | ------ | ----- | ----- | ---- | ---- |
| 2013  | Moto3  | FTR Honda | Twelve Racing           | 97    | 1        | 0         | 0      | 0     | 0     | 0    | NC   |
| 2015  | Moto2  | Kalex     | Pons Racing Junior Team | 9     | 1        | 0         | 0      | 0     | 0     | 0    | NC   |
| 2016  | Moto2  | Kalex     | Forward Team            | 10    | 18       | 0         | 0      | 0     | 1     | 34   | 23.º |
| 2017  | Moto2  | Kalex     | Forward Team            | 10    | 16       | 0         | 0      | 0     | 0     | 59   | 15.º |
| 2018  | Moto2  | Kalex     | SKY Racing Team VR46    | 10    | 18       | 1         | 5      | 2     | 1     | 147  | 7.º  |
| 2019  | Moto2  | Kalex     | SKY Racing Team VR46    | 10    | 19       | 2         | 4      | 1     | 2     | 190  | 6.º  |
| 2020  | Moto2  | Kalex     | SKY Racing Team VR46    | 10    | 15       | 3         | 6      | 2     | 1     | 196  | 2.º  |
| 2021  | MotoGP | Ducati    | SKY VR46 Avintia        | 10    | 18       | 0         | 0      | 0     | 0     | 41   | 19.º |
| 2022  | MotoGP | Ducati    | Mooney VR46 Racing Team | 10    | 20       | 0         | 0      | 0     | 1     | 120  | 12.º |
| 2023  | MotoGP | Ducati    | Mooney VR46 Racing Team | 10    | 18       | 0         | 2      | 2     | 0     | 201  | 8.º  |
| 2024  | MotoGP | Honda     | Repsol Honda Team       | 10    | 19       | 0         | 0      | 0     | 0     | 14   | 22.º |
| 2025  | MotoGP | Honda     | Honda HRC Castrol       | 10    |          |           |        |       |       | *    | *    |
| Total | Total  | Total     | Total                   | Total | 163      | 6         | 17     | 7     | 6     | 102  |      |

- * Temporada en curso.

#### Carreras por año
| Año  | Cat.   | Moto      | 1        | 2        | 3        | 4         | 5        | 6        | 7        | 8         | 9       | 10       | 11        | 12       | 13         | 14       | 15        | 16       | 17       | 18       | 19      | 20       | 21  | 22  | Pos. | Pts. |
| ---- | ------ | --------- | -------- | -------- | -------- | --------- | -------- | -------- | -------- | --------- | ------- | -------- | --------- | -------- | ---------- | -------- | --------- | -------- | -------- | -------- | ------- | -------- | --- | --- | ---- | ---- |
| 2013 | Moto3  | FTR Honda | QAT      | AME      | SPA      | FRA       | ITA      | CAT      | NED      | GER       | IND     | CZE      | GBR       | RSM Ret  | ARA        | MAL      | AUS       | JPN      | VAL      |          |         |          |     |     | NC   | 0    |
| 2015 | Moto2  | Kalex     | QAT      | AME      | ARG      | SPA       | FRA      | ITA      | CAT      | NED       | GER     | IND      | CZE       | GBR      | RSM 21     | ARA      | JPN       | AUS      | MAL      | VAL      |         |          |     |     | NC   | 0    |
| 2016 | Moto2  | Kalex     | QAT 10   | ARG 18   | AME Ret  | SPA 16    | FRA 12   | ITA Ret  | CAT Ret  | NED Ret   | GER 6   | AUT 17   | CZE Ret   | GBR Ret  | RSM 13     | ARA 25   | JPN 12    | AUS 16   | MAL 9    | VAL 22   |         |          |     |     | 23.º | 34   |
| 2017 | Moto2  | Kalex     | QAT 6    | ARG 12   | AME 10   | SPA 5     | FRA Ret  | ITA 6    | CAT DNS  | NED Ret   | GER DNS | CZE 4    | AUT Ret   | GBR 11   | RSM Ret    | ARA Ret  | JPN Ret   | AUS 23   | MAL Ret  | VAL 23   |         |          |     |     | 15.º | 59   |
| 2018 | Moto2  | Kalex     | QAT 9    | ARG 16   | AME 13   | SPA Ret   | FRA Ret  | ITA 7    | CAT 17   | NED 8     | GER 3   | CZE 2    | AUT 3     | GBR C    | RSM Ret    | ARA 11   | THA 2     | JPN 9    | AUS 5    | MAL 1    | VAL Ret |          |     |     | 7.º  | 147  |
| 2019 | Moto2  | Kalex     | QAT 8    | ARG 7    | AME 6    | SPA 8     | FRA 13   | ITA 2    | CAT 6    | NED 3     | GER 10  | CZE 5    | AUT Ret   | GBR 9    | RSM 11     | ARA 4    | THA 1     | JPN 1    | AUS Ret  | MAL 10   | VAL 8   |          |     |     | 6.º  | 190  |
| 2020 | Moto2  | Kalex     | QAT Ret  | SPA 1    | AND 2    | CZE 4     | AUT 2    | EST 7    | RSM 1    | ERM 4     | CAT 1   | FRA 17   | ARA Ret   | TER 11   | EUR 6      | VAL 5    | POR 2     |          |          |          |         |          |     |     | 2.º  | 196  |
| 2021 | MotoGP | Ducati    | QAT 16   | DOH 18   | POR 12   | SPA 15    | FRA 12   | ITA 17   | CAT 12   | GER 15    | NED 18  | EST 14   | AUT 5     | GBR 15   | ARA 20     | RSM 19   | AME 14    | ERM 9    | ALG 12   | VAL 17   |         |          |     |     | 19.º | 41   |
| 2022 | MotoGP | Ducati    | QAT 13   | INA 14   | ARG 11   | AME 17    | POR 12   | SPA 16   | FRA 9    | ITA 6     | CAT 6   | GER 5    | NED 17    | GBR 12   | AUT 4      | RSM 4    | ARA 7     | JPN 6    | THA 23   | AUS 6    | MAL Ret | VAL 7    |     |     | 12.º | 120  |
| 2023 | MotoGP | Ducati    | POR Ret  | ARG 83   | AME 27   | SPA 610   | FRA Ret4 | ITA 45   | GER 54   | NED 710   | GBR 711 | AUT 4Ret | CAT 1112  | RSM 97   | IND INJRet | JPN INJ  | INA Ret2  | AUS 12C  | THA 93   | MAL 109  | QAT 3   | VAL 917  |     |     | 8.º  | 201  |
| 2024 | MotoGP | Honda     | QAT 2021 | POR 1718 | AME 1617 | SPA 17Ret | FRA 1618 | CAT 1716 | ITA 2019 | NED 17Ret | GER 15  | GBR 1715 | AUT Ret17 | ARA 1716 | RSM DNS    | ERM 1215 | INA Ret18 | JPN 1413 | AUS 1410 | THA 1219 | MAL 15  | SLD 1615 |     |     | 22.º | 14   |
| 2025 | MotoGP | Honda     | THA 1215 | ARG 1013 | AME 8    | QAT 1015  | SPA 1013 | FRA 1112 | GBR 1510 | ARA INJ   | ITA INJ | NED INJ  | GER 616   | CZE 1215 | AUT 1312   | HUN      | CAT       | RSM      | JPN      | INA      | AUS     | MAL      | POR | VAL | 15.º | 55   |

| Color     | Resultado                                                               |
| --------- | ----------------------------------------------------------------------- |
| Oro       | Ganador                                                                 |
| Plata     | 2.ª plaza                                                               |
| Bronce    | 3.ª plaza                                                               |
| Verde     | Finalizó en los puntos                                                  |
| Azul      | Finalizó sin puntos                                                     |
| Azul      | NC - No clasificado                                                     |
| Violeta   | Ret - No terminó (Carrera)                                              |
| Rojo      | DNQ - No se clasificó                                                   |
| Negro     | DSQ - Descalificado                                                     |
| Blanco    | DNS - No empezó (carrera)                                               |
| Blanco    | WD - Retirado (fin de semana)                                           |
| Blanco    | C - Carrera cancelada                                                   |
| Sin color | DNP - Inscrito pero no participó                                        |
| Sin color | INJ - Lesionado                                                         |
| Sin color | EX - Excluido                                                           |
| Estado    | Resultado                                                               |
| Negrita   | Pole position                                                           |
| Cursiva   | Vuelta rápida                                                           |
| x         | Posición en carrera sprint                                              |
| †         | Abandona, pero clasifica al completar el porcentaje requerido para ello |